# Paspalum nummularium
Paspalum nummularium är en gräsart som beskrevs av Mary Agnes Chase, Tatiana Sendulsky och Alasdair Graham Burman. Paspalum nummularium ingår i släktet tvillinghirser, och familjen gräs. Inga underarter finns listade i Catalogue of Life.